# Lista de navios atacados pelo submarino alemão U-507
O U-507 foi um submarino alemão do Tipo IXC, pertencente a Kriegsmarine que teve um único comandante o capitão de corveta Harro Schacht. O u-boot participou da Segunda Guerra Mundial. Comissionado em 8 de outubro de 1941, esteve em operações até 13 de janeiro de 1943 quando foi afundado.

## Navios afundados e danificados
O submarino participou de 4 patrulhas de guerra. Pôs a pique seis navios mercantes brasileiros, fato que levou a declaração de guerra do Brasil contra a Alemanha 
- 19 navios afundados (77 143 t)
- 1 navios danificados (6 561 t)

-

| Data                   | Nome do navio              | Tonelagem | Nacionalidade  | Armador                                                                                           |  |
| ---------------------- | -------------------------- | --------- | -------------- | ------------------------------------------------------------------------------------------------- |  |
| 30 de abril de 1942    | SS Federal                 | 2 881     | Estados Unidos | Petroleum Navigation Co.                                                                          |  |
| 4 de maio de 1942      | SS Norlindo                | 2 686     | Estados Unidos | Merchants & Miners Transportation Co. (M & M T C)                                                 |  |
| 5 de maio de 1942      | SS Munger T. Ball          | 5 104     | Estados Unidos | Sabine Transportation Co. Inc.                                                                    |  |
| 6 de maio de 1942      | SS Joseph M. Cudahy        | 6 950     | Estados Unidos | Sinclair Refining Co.                                                                             |  |
| 6 de maio de 1942      | SS Alcoa Puritan           | 6 795     | Estados Unidos | Alcoa S. S. Co. Inc.                                                                              |  |
| 8 de maio de 1942      | SS Ontario                 | 3 099     | Honduras       | Empresa Hondurena De Vapores                                                                      |  |
| 8 de maio de 1942      | SS Torny                   | 2 424     | Noruega        | Lund Eilert                                                                                       |  |
| 12 de maio de 1942     | SS Virginia                | 10 731    | Estados Unidos | National Bulk Carriers Inc.                                                                       |  |
| 13 de maio de 1942     | SS Gulfprince (danificado) | 6 561     | Estados Unidos | Gulf Oil Co                                                                                       |  |
| 16 de maio de 1942     | SS Amapala                 | 4 184     | Honduras       | Standard Fruit & S. S. Co. (Vaccaro Brothers & Co)                                                |  |
| 16 de agosto de 1942   | SS Baependy                | 4 801     | Brasil         | Lloyd Brasileiro                                                                                  |  |
| 16 de agosto de 1942   | SS Araraquara              | 4 872     | Brasil         | Lloyd Brasileiro                                                                                  |  |
| 16 de agosto de 1942   | SS Annibal Benevolo        | 1 905     | Brasil         | Lloyd Brasileiro                                                                                  |  |
| 17 de agosto de 1942   | SS Itagiba                 | 2 169     | Brasil         | Companhia Nacional de Navegação Costeira - Itas                                                   |  |
| 17 de agosto de 1942   | SS Arara                   | 1 075     | Brasil         | Cia. Serras de Navegacao & Commercio                                                              |  |
| 19 de agosto de 1942   | SV Jacyra                  | 90        | Brasil         |                                                                                                   |  |
| 22 de agosto 1942      | MV Hammaren                | 3 220     | Suécia         |                                                                                                   |  |
| 27 de dezembro de 1942 | MV Oakbank                 | 5 154     | Reino Unido    | Andrew Weir & Co., Bank Line, Inver Transport & Trading, Inver Tankers, British-Mexican Petroleum |  |
| 3 de janeiro de 1943   | SS Baron Dechmont          | 3 675     | Reino Unido    | Hugh Hogarth & Sons Ltd. (Iberia Shipping, Kelvin Shipping, Hogarth Shipping)                     |  |
| 3 de janeiro de 1943   | SS Yorkwood                | 5 401     | Reino Unido    | Constantine Joseph (Constantine Shipping Ltd., Constantine & Pickering S. S. Co.)                 |  |

SS (steam ship) - navio a vapor 

MV (motor vessel) - barco a motor